# Antanas Paškus
Antanas Paškus (* 14. Januar 1924 in Branislaviškis, Rajon Anykščiai; † 14. Februar 2008 in South Orange, New Jersey) war ein litauischer katholischer Philosoph und Psychologe, Professor.

## Leben
Nach dem Gymnasium Ukmergė 1942 studierte er von 1942 bis 1944 am Priesterseminar Kaunas und an der Vytauto Didžiojo universitetas. Von 1944 bis 1945 studierte er in Eichstätt an der Hochschule für Theologie und Philosophie. Von 1945 bis 1949 absolvierte er das Studium an Päpstlichen Universität Gregoriana in Rom (Italien). 1948 wurde er zum Priester geweiht.
Von 1949 bis 1952 studierte er und promovierte in der Persönlichkeitspsychologie an der Universität München.
Ab 1957 lebte er in USA und studierte Psychodiagnostik an der Universität Fordham.
Von 1961 bis 1964 war A. Paškus Professor am Gannon Colledge und von 1964 bis 1969 an der St. John Universität.
1993 lehrte er Psychologie am Priesterseminar Vilnius, Vytauto Didžiojo universitetas, Vilniaus pedagoginis universitetas.

## Bibliographie
- 1984 m. – "Asmuo ir laisvė".
- 1987 m. – "Krikščionis ir šiandiena", "Krikščionis psichologinėje kultūroje".
- 1988 m. – "Evoliucija ir krikščionybė".
- 1990 m. – "Asmenybė ir religija", "Psichoterapijos vaidmuo religiniame asmens brendime".
- 1991 m. – "Sąžinė psichologiniu požiūriu" (kitas pataisytas leidimas – 2009 m.).
- 1992 m. – "Idėjų sankryžoje".
- 1993 m. – "Dievai, dvasios ir žmonės "Naujajame amžiuje".
- 1995 m. – "Žmogaus meilės".
- 1996 m. – "Kunigo meilė".
- 1998 m. – "Tikėjimo ir netikėjimo sąlytis šiandien".
- 2002 m. – "Žvilgsnis į pasaulėžiūrinę aplinką, šventovę, save".
- 2003 m. – "Meilė – žmogaus pašaukimas".